# Nagahashi Yasuhiro
Yasuhiro Nagahashi (sinh ngày 2 tháng 8 năm 1975) là một cầu thủ bóng đá người Nhật Bản.

## Sự nghiệp câu lạc bộ
Yasuhiro Nagahashi đã từng chơi cho Shimizu S-Pulse và Kawasaki Frontale.